# Natane Castro
Natane Castro (nascida Natane de Castro Oliveira; Pedralva, Minas Gerais,  9 de fevereiro de 1999) é uma artista plástica brasileira. Sua produção abrange pintura, ilustração, muralismo, bodypaint e land art, com foco em temas ligados à espiritualidade, natureza e expressão do movimento humano.

## Biografia
Natane Castro nasceu em Pedralva, Minas Gerais. É bacharel em Artes Visuais pelo Instituto de Artes e Design (IAD) da Universidade Federal de Juiz de Fora (UFJF).

## Carreira artística
A artista desenvolve trabalhos em diversas linguagens, incluindo pintura de cavalete e intervenções urbanas. É conhecida também por realizar performances de pintura ao vivo durante eventos culturais, como a sua participação no Home & Decor 2025, realizado no Privilège Juiz de Fora.
Em setembro de 2024, inaugurou sua primeira exposição individual, intitulada Atma, na Galeria da Casa d’Itália, em Juiz de Fora. A mostra apresentou 22 pinturas com foco em retratos introspectivos e abstrações metafísicas.
Dentre suas exposições, destacam-se:
- 1st International Biennal Heclectik Art Glass (2023), coletiva internacional realizada no Museu Dom Diogo de Sousa, em Braga, Portugal.[3]
- Atma (2024), individual na Galeria Casa d’Itália, Juiz de Fora, Minas Gerais.[4]
- Motriz: a força que pulsa dentro de si (2025), exposição da série Motriz no Espaço de Poéticas da Faculdade de Educação da UFMG.[5]

## Estilo e temas

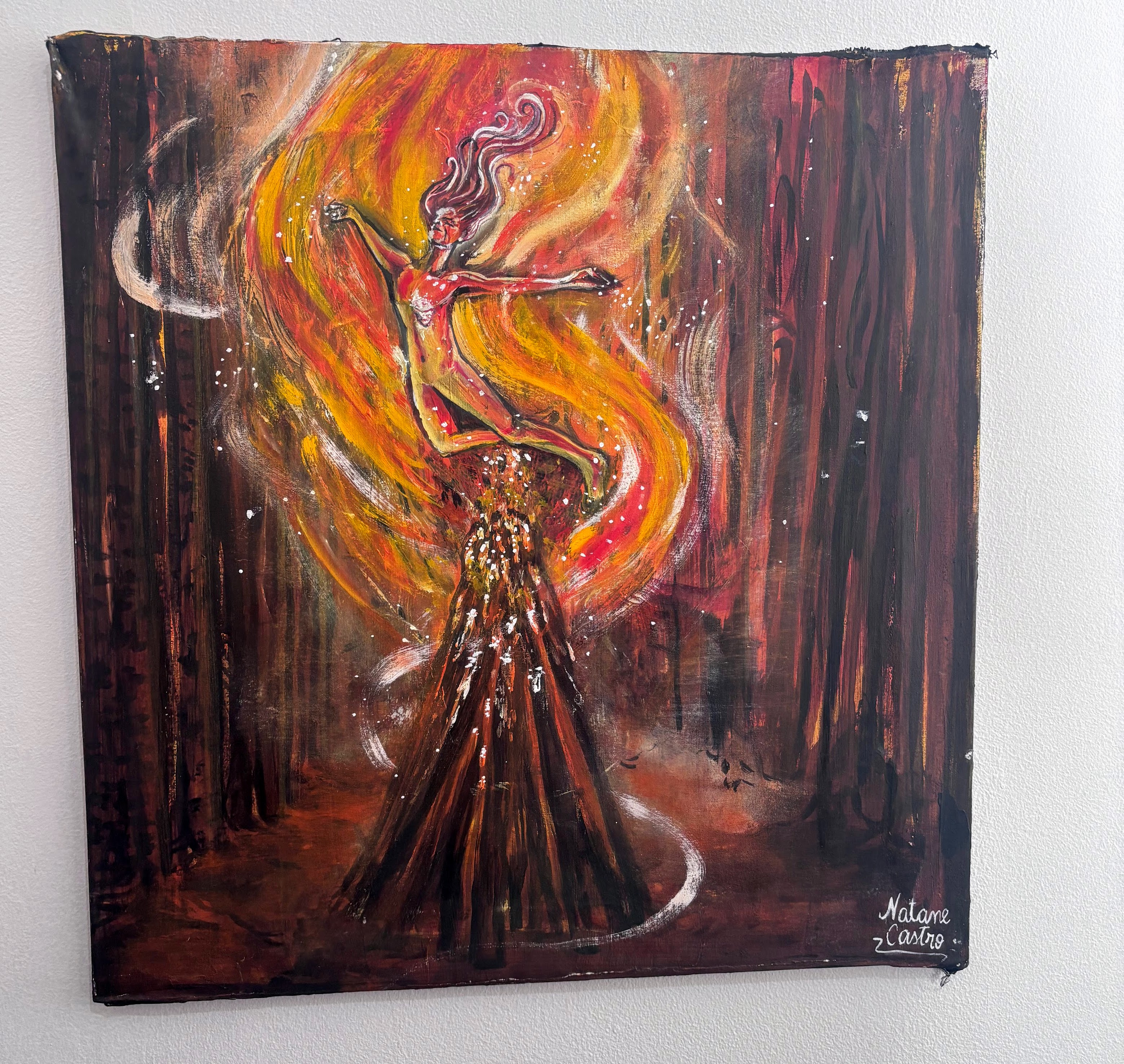
A pintura Guiado pelas chamas (2023), acrílica sobre tela, é uma obra representativa do estilo da artista, explorando a relação entre a figura humana e os elementos da natureza.

As obras de Natane costumam explorar:
- Elementos da natureza, como fogo, floresta e água;
- O corpo humano em movimento, em diálogo com forças vitais;
- Simbolismo espiritual e introspecção.[4]

A pintura Guiado pelas chamas (2023), acrílica sobre tela medindo 48 × 49 cm, é um exemplo emblemático de sua estética, representando uma figura feminina emergindo de labaredas em meio a um ambiente florestal escuro.

## Obras selecionadas
- Guiado pelas chamas (2023), acrílica sobre tela, 48 × 49 cm.
- Série Motriz (2024–2025).
- Exposição Atma (2024), Galeria Casa d’Itália, Juiz de Fora.
- Exposição Motriz: a força que pulsa dentro de si (2025), Espaço de Poéticas, FaE/UFMG.